# کاکرین
کاکرین که در گذشته با نام سازمان همکاری‌های کاکرین (به انگلیسی: Cochrane Collaboration) شناخته می‌شد یک سازمان خیریه بین‌المللی بریتانیایی است که برای سازماندهی یافته‌های پژوهش‌های پزشکی به منظور تسهیل انتخاب‌های مبتنی بر شواهد در مورد مداخلات بهداشتی با همکاری متخصصان سلامت، بیماران و سیاست‌گذاران تشکیل شده است. کاکرین شامل ۵۳ گروه مروری است که در مؤسسات تحقیقاتی در سراسر جهان مستقر هستند. کاکرین تقریباً ۳۰,۰۰۰ کارشناس داوطلب از سراسر جهان دارد.
گروه‌های مروری، مرورهای سیستماتیک مداخلات مراقبت‌های سلامت و تست‌های تشخیصی را انجام می‌دهند و آنها را در کتابخانه کاکرین منتشر می‌کنند. انتشارات جان وایلی و پسران، ناشر مرورهای کاکرین است.

## تاریخچه
این سازمان در ابتدا بر اساس نظرات دکتر آرچی‌بالد کاکرین (مبدع پزشکی مبتنی بر شواهد و پدر اپیدمیولوژی بالینی نوین)، با مدیریت ایان چالمرز شروع به کار کرد.

## همکاری‌ها
سازمان جهانی بهداشت
کاکرین یک رابطه رسمی، با سازمان جهانی بهداشت دارد، که به کاکرین این حق را می‌دهد، که در جلسات سازمان جهانی بهداشت، از جمله جلسات مجمع جهانی بهداشت، نمایندگانی که حق رای ندارند را منصوب کند و در مورد قطعنامه‌های سازمان جهانی بهداشت اظهارنظر کند.
ویکی‌پدیا
ویکی‌پدیا، و کاکرین برای افزایش ادغام، مرورهای کاکرین در مقالات ویکی‌پدیا همکاری می‌کنند، و منابعی برای تفسیر داده‌های پزشکی، در اختیار ویراستاران ویکی‌پدیا قرار می‌دهند.
شرکای تأمین مالی
کاکرین از دولت‌ها، سازمان‌های فراملی، سازمان‌های غیردولتی، مؤسسات دانشگاهی، بیمارستان‌ها و بنیادها کمک مالی دریافت می‌کند، در حالی که از تأمین مالی ناشی از منافع شرکت‌ها اجتناب می‌کند.